# Maria Fernandes
Maria José de Encarção Fernandes é uma política angolana. Filiada ao Movimento Popular de Libertação de Angola (MPLA), é deputada de Angola pela província do Zaire desde 28 de setembro de 2017.
Fernandes licenciou-se em psicologia, tendo trabalhado no funcionalismo público. Coordenou, de 1974 a 1980, a ala jovem do MPLA no Zaire. Entre 1980 e 1989, foi secretária da Organização da Mulher Angolana (OMA) no Zaire. Foi secretária do governador do Zaire de 1990 a 1993 e, entre 1996 e 2009, dirigiu o gabinete do vice-governador do Zaire.